# LEN Europa Cup 2018 (femminile)
La LEN Europa Cup 2018 è stata la 1ª edizione della manifestazione organizzata annualmente dalla LEN. Il torneo ha avuto inizio il 1º febbraio con lo svolgimento di una fase preliminare che ha viste impegnate dieci squadre suddivise in due gironi. A questa fase ha fatto seguito la Super Final a eliminazione diretta, iniziata il 22 marzo e disputata a Pontevedra, in Spagna, dove le prime classificate di ciascun girone della fase preliminare si sono garantite l'accesso diretto alle semifinali mentre le seconde e terze classificate si sono affrontate ai quarti di finale.

## Preliminari
I preliminari si sono svolti dal 1º al 4 febbraio 2018. Le prime tre classificate di ciascun gruppo si sono qualificate alla Super Final: le squadre prime in classifica si sono garantite l'accesso diretto alle semifinali, mentre le seconde e terze classificate hanno formato il tabellone dei quarti di finale.

### Gruppo A
Le partite del gruppo si sono disputate a Oosterhout, nei Paesi Bassi.
| Pos. | Squadra     | Pt | G | V | N | P | PF | PS | DP  |
| ---- | ----------- | -- | - | - | - | - | -- | -- | --- |
| 1    | Spagna      | 10 | 4 | 3 | 1 | 0 | 63 | 25 | +38 |
| 2    | Paesi Bassi | 8  | 4 | 2 | 2 | 0 | 60 | 25 | +35 |
| 3    | Russia      | 7  | 4 | 2 | 1 | 1 | 56 | 24 | +32 |
| 4    | Francia     | 3  | 4 | 1 | 0 | 3 | 29 | 64 | -35 |
| 5    | Croazia     | 0  | 4 | 0 | 0 | 4 | 20 | 90 | -70 |

| Partita     | Partita | Partita |
| ----------- | ------- | ------- |
| Paesi Bassi | 19 - 5  | Francia |
| Russia      | 7 - 8   | Spagna  |
| Spagna      | 22 - 5  | Francia |
| Paesi Bassi | 26 - 5  | Croazia |
| Spagna      | 25 - 5  | Croazia |
| Francia     | 4 - 18  | Russia  |
| Paesi Bassi | 8 - 8   | Spagna  |
| Russia      | 24 - 5  | Croazia |
| Francia     | 15 - 5  | Croazia |
| Paesi Bassi | 7 - 7   | Russia  |

### Gruppo B
Le partite del gruppo si sono disputate a Volo, in Grecia.
| Pos. | Squadra  | Pt | G | V | N | P | PF | PS | DP  |
| ---- | -------- | -- | - | - | - | - | -- | -- | --- |
| 1    | Grecia   | 10 | 4 | 3 | 1 | 0 | 76 | 24 | +52 |
| 2    | Ungheria | 9  | 4 | 3 | 0 | 1 | 64 | 23 | +41 |
| 3    | Italia   | 7  | 4 | 2 | 1 | 1 | 64 | 25 | +39 |
| 4    | Germania | 3  | 4 | 1 | 0 | 3 | 20 | 92 | -72 |
| 5    | Israele  | 0  | 4 | 0 | 0 | 4 | 17 | 77 | -60 |

| Partita  | Partita | Partita  |
| -------- | ------- | -------- |
| Italia   | 9 - 11  | Ungheria |
| Grecia   | 32 - 3  | Germania |
| Italia   | 19 - 0  | Israele  |
| Ungheria | 26 - 3  | Germania |
| Israele  | 9 - 11  | Germania |
| Grecia   | 8 - 5   | Ungheria |
| Italia   | 25 - 3  | Germania |
| Grecia   | 25 - 5  | Israele  |
| Israele  | 3 - 22  | Ungheria |
| Grecia   | 11 - 11 | Italia   |

## Super Final
La Super Final si è svolta dal 22 al 24 marzo 2018 a Pontevedra, in Spagna. Le seconde e le terze classificate nella fase preliminare hanno disputato i quarti di finale, mentre le prime classificate dei due gruppi hanno avuto accesso diretto alle semifinali.

### Tabellone
|  | Quarti di finale | Quarti di finale | Quarti di finale |  |  | Semifinali | Semifinali  | Semifinali |  |  | Finale          | Finale          | Finale          |
|  |                  |                  |                  |  |  |            |             |            |  |  |                 |                 |                 |
|  |                  |                  |                  |  |  | 1          | Paesi Bassi | 6          |  |  |                 |                 |                 |
|  | 2                | Paesi Bassi      | 8                |  |  |            | Grecia      | 8          |  |  |                 |                 |                 |
|  | 3                | Italia           | 6                |  |  |            |             |            |  |  |                 | Grecia          | 9               |
|  |                  |                  |                  |  |  |            |             |            |  |  |                 | Russia          | 8               |
|  |                  |                  |                  |  |  | 1          | Russia      | 9          |  |  |                 |                 |                 |
|  | 2                | Ungheria         | 9                |  |  |            | Spagna      | 8          |  |  | Finale 3° posto | Finale 3° posto | Finale 3° posto |
|  | 3                | Russia           | 11               |  |  |            |             |            |  |  |                 | Paesi Bassi     | 3               |
|  |                  |                  |                  |  |  |            |             |            |  |  |                 | Spagna          | 9               |

|  | Finale 5º posto |          |   |  |
|  |                 |          |   |  |
|  | Italia          | Italia   | 7 |  |
|  | Ungheria        | Ungheria | 6 |  |

### Finale 5º posto
| Pontevedra 23 marzo 2018, ore 17:00 (UTC+1) | Italia | 7 – 6 (3–1, 0–0, 2–3, 2–2) referto | Ungheria |  |

### Finale 3º posto
| Pontevedra 24 marzo 2018, ore 12:00 (UTC+1) | Paesi Bassi | 3 – 9 (2–1, 0–3, 1–2, 0–3) referto | Spagna |  |

### Finale 1º posto
| Pontevedra 24 marzo 2018, ore 14:00 (UTC+1) | Grecia | 9 – 8 (0–1, 2–1, 4–1, 3–5) referto | Russia |  |

## Classifica finale
| Pos. | Squadra     |
| ---- | ----------- |
|      | Grecia      |
|      | Russia      |
|      | Spagna      |
| 4    | Paesi Bassi |
| 5    | Italia      |
| 6    | Ungheria    |